# Luca Magni
Luca Magni (Monza, 1960) è un imprenditore e dirigente d'azienda italiano.

## Biografia
Nell'incarico di amministratore delegato della Ilpi (Impresa Lombarda Pulizie Industriali) con sede a Monza, nei primi mesi del 1992, denunciò all'allora pm Antonio Di Pietro il sistema di tangenti attorno al Pio Albergo Trivulzio di Milano. La sua collaborazione permise agli inquirenti di arrestare in flagranza il presidente dell'istituto, Mario Chiesa, dirigente locale del PSI, mentre intascava una "bustarella" da 7 milioni di lire. Secondo le indagini, per un appalto da 140 milioni, la tangente richiesta era del 10%. È stata la prima "mossa" di Mani pulite. La sua azienda non fu però in grado di resistere e dopo tre anni fallì. 
Magni è stato anche candidato al consiglio comunale di Monza nelle liste del Movimento Sociale Italiano prima e di Alleanza Nazionale poi.